# Karun-4
Karun-4 ist eine Talsperre mit einem Wasserkraftwerk am Fluss Karun im Iran. Sie liegt 180 km südwestlich von Schahr-e Kord in der Provinz Tschahār Mahāl und Bachtiyāri.
Die Talsperre hat eine doppelt gekrümmte Bogenstaumauer aus Beton als Absperrbauwerk. Die Staumauer ist 230 Meter über der Gründung hoch, 440 m lang, oben 7 m und unten 35 m breit. Die Betonarbeiten der in Bau befindlichen Staumauer begannen am 5. Februar 2006. Sie wird die größte im Iran sein.
Der Stausee fasst 2190 Millionen Kubikmeter Wasser, von denen 749 Millionen nutzbarer Betriebsraum sind. Ab 2008 soll er gefüllt werden. Mit der Hochwasserentlastung können 8600 m³/s abgeführt werden.
Das Wasserkraftwerk hat eine Leistung von 1000 Megawatt. Diese werden von vier Maschinensätzen von je 250 MW geliefert. Jährlich sollen 2107 Millionen Kilowattstunden Energie im Wert von bis zu 100 Millionen Dollar aus Wasserkraft erzeugt werden. Zur Versorgung des Kraftwerks sind zwei 615 bzw. 637 m lange Stollen mit einem Durchmesser von 9,5 m gebaut worden.
Außerdem wird der Unterlauf des Karun vor Hochwasser geschützt, bei Niedrigwasser aufgehöht und Bewässerung ermöglicht. Am Karun gibt es auch die Kraftwerke Karun-1 bis Karun-3.